# 匍匐酸藤子
匍匐酸藤子（学名：Embelia procumbens）为紫金牛科酸藤子属下的一个种。种名procumbens意为平卧的。